# TMEM206
TMEM206 (англ. Transmembrane protein 206) – білок, який кодується однойменним геном, розташованим у людей на 1-й хромосомі. Довжина поліпептидного ланцюга білка становить 350 амінокислот, а молекулярна маса — 40 043.
| 10         |  | 20         |  | 30         |  | 40         |  | 50         |
| ---------- |  | ---------- |  | ---------- |  | ---------- |  | ---------- |
| MIRQERSTSY |  | QELSEELVQV |  | VENSELADEQ |  | DKETVRVQGP |  | GILPGLDSES |
| ASSSIRFSKA |  | CLKNVFSVLL |  | IFIYLLLMAV |  | AVFLVYRTIT |  | DFREKLKHPV |
| MSVSYKEVDR |  | YDAPGIALYP |  | GQAQLLSCKH |  | HYEVIPPLTS |  | PGQPGDMNCT |
| TQRINYTDPF |  | SNQTVKSALI |  | VQGPREVKKR |  | ELVFLQFRLN |  | KSSEDFSAID |
| YLLFSSFQEF |  | LQSPNRVGFM |  | QACESAYSSW |  | KFSGGFRTWV |  | KMSLVKTKEE |
| DGREAVEFRQ |  | ETSVVNYIDQ |  | RPAAKKSAQL |  | FFVVFEWKDP |  | FIQKVQDIVT |
| ANPWNTIALL |  | CGAFLALFKA |  | AEFAKLSIKW |  | MIKIRKRYLK |  | RRGQATSHIS |
|            |  |            |  |            |  |            |  |            |

A: Аланін

C: Цистеїн

D: Аспарагінова кислота

E: Глутамінова кислота

F: Фенілаланін

G: Гліцин

H: Гістидин

I: Ізолейцин

K: Лізин

L: Лейцин

M: Метіонін

N: Аспарагін

P: Пролін

Q: Глутамін

R: Аргінін

S: Серин

T: Треонін

V: Валін

W: Триптофан

Кодований геном білок за функцією належить до фосфопротеїнів. 
Задіяний у такому біологічному процесі, як альтернативний сплайсинг. 
Локалізований у мембрані.